# Línea C34 (autobuses urbanos de Granada)
La línea C34 es una línea regular de autobús urbano de la ciudad española de Granada. Es operada por la empresa Alhambra Bus.
Realiza un complejo recorrido por La Alhambra y el Barranco del Abogado. Tiene una frecuencia media de 60 minutos, saliendo desde la parada de Gran Vía 1 (Catedral) desde las 7:12 hasta las 22:12 (última salida).

## Recorrido
La línea es una variación de la línea 30. El cambio radica en que la línea se adentra en el Barranco del Abogado, subiendo antes por la Avenida del Generalife y Paseo de la Sabika a las proximidades del Cementerio. En la bajada se adentra por el corazón del barrio del Realejo, el Campo del Príncipe.
La antigua línea 34 comprendía esta línea y la 35, y se llamaba Conexión Barranco del Abogado-Sacromonte. Tras la Semana Santa de 2010, se dividió entre estas dos líneas actuales.
Esta línea NO entra al Sacromonte desde más o menos mayo de 2010.